# آفکتو
آفکتو (انگلیسی: Affecto) شرکت فناوری اطلاعات فنلاندی است، که در سال ۲۰۰۳ تأسیس شد.